# Otmar Hasler
Otmar Hasler (ur. 28 września 1953 w Bendern) – liechtensteiński polityk i nauczyciel, w 1995 przewodniczący Landtagu, minister, w latach 2001–2009 premier Liechtensteinu.

## Życiorys
Kształcił się w kolegium nauczycielskim w Szwajcarii. Później studiował we Fryburgu i w Dijon. Od połowy lat 70. pracował jako nauczyciel. Działacz Postępowej Partii Obywatelskiej, na czele której stał w latach 1993–1995. W latach 1993–2001 sprawował mandat posła do Landtagu. W 1995 pełnił funkcję przewodniczącego liechtensteińskiego parlamentu. Od 5 kwietnia 2001 do 25 marca 2009 zajmował stanowisko premiera. W różnych okresach kierował także departamentami finansów, budownictwa, rodziny i równych szans. Jego pierwszy gabinet z lat 2001–2005 był rządem monopartyjnym, a także pierwszym od końca lat 30. gabinetem bez udziału Unii Patriotycznej. W 2009 odszedł do sektora prywatnego.